# Управление предприятием
Управле́ние предприя́тием — постоянное и системное влияние на деятельность структурных подразделений предприятия (подготовка, принятие и реализация решений) для обеспечения их согласованной работы и достижения запланированного результата.
Система управления предприятием основана на целостности внутреннего и внешнего взаимодействия, обеспечивающего для самой организации и её потребителей необходимые результаты, путём согласования следующих элементов:
- целей[1]
- ресурсов[4]
- составляющих деятельности предприятия и принципов их взаимодействия
- компетенций (в том числе при взаимодействии с другими организациями и лицами)
- границ компетенций и управления (организационные, правовые, технологические и другие ограничения. Часть границ компетенций устанавливает само предприятие, часть устанавливается внешним окружением).

Система управления включает в себя: подсистему линейного руководства; целевые комплексные подсистемы, функциональные подсистемы; подсистему обеспечения управления.